# Gabriel Chevallier (écrivain)
Pour les articles homonymes, voir Gabriel Chevallier et Chevallier.
Œuvres principales
- Clochemerle (1934)
- La Peur (1930)

Gabriel Chevallier, né le 3 mai 1895 à Lyon et mort le 5 avril 1969 à Cannes, est un écrivain français.

## Biographie
Né le 3 mai 1895 dans le 5e arrondissement de Lyon, fils d'un clerc de notaire lyonnais, Gabriel Chevallier fait des études dans divers établissements, dont un collège religieux (Sainte-Marie à Saint-Chamond).

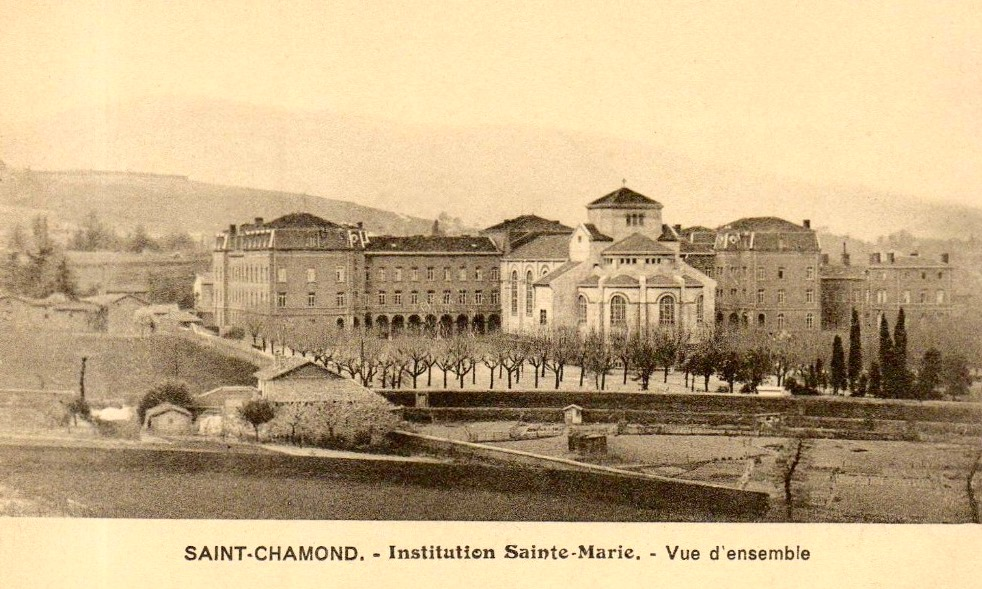
Collège Sainte-Marie à Saint-Chamond, le « Sainte-Colline » de Gabriel Chevallier.

Il passe ses vacances scolaires dans la campagne charolaise, à Gueugnon, au numéro 35 de la rue de la Liberté, chez sa grand-mère maternelle. Il entre ensuite aux Beaux-Arts de Lyon, mais la guerre interrompt ses études. Mobilisé dès 1914, il est blessé un an plus tard. Une fois rétabli, il retourne au front, où il restera comme simple soldat jusqu’à la fin du conflit. Rendu à la vie civile à la fin de l’année 1919, il exerce divers métiers : retoucheur de photographie, voyageur de commerce, journaliste, dessinateur, affichiste, professeur de dessin…
À partir de 1925, il se lance dans l’écriture romanesque en utilisant sa propre expérience. Avec La Peur, il témoigne de son calvaire de soldat. C’est encore sa propre vie qu’il exploite pour écrire Durand, voyageur de commerce ou, en souvenir de sa détestable scolarité, Sainte-Colline.
C’est avec Clochemerle, une chronique villageoise rabelaisienne éditée en 1934, qu’il connaît le succès. Traduit en vingt-six langues et vendu à plusieurs millions d’exemplaires, l’ouvrage assure à son auteur gloire et fortune. 
Le 18 juin 1936, Gabriel Chevallier épouse Madeleine Louise Valansot, à la mairie de Lyon 2e.
Il est élu le 4 juin 1946 à l'Académie des sciences, belles-lettres et arts de Lyon.

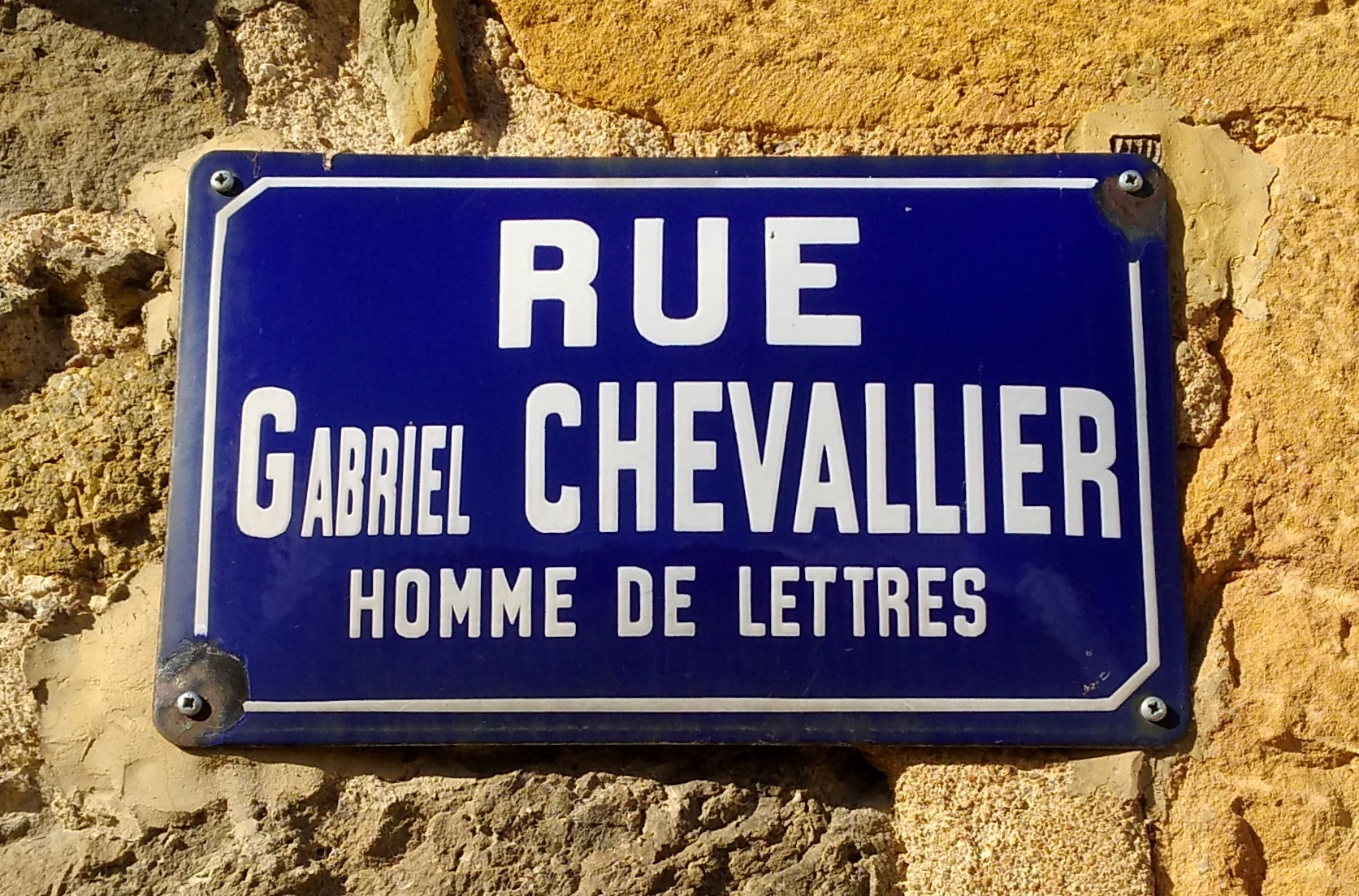
Plaque de la rue Gabriel Chevallier, dans le village de Vaux-en-Beaujolais, qui a inspiré Clochemerle.

Gabriel Chevallier meurt le 5 avril 1969 à Cannes et il est inhumé 4 jours plus tard à Meyzieu,.
Gabriel Chevallier laisse une œuvre abondante qu’éclipse cependant Clochemerle, toujours réédité en collection de poche.
Une partie de ses manuscrits, couvrant sa première période de création jusqu'à 1936, complétée d'une correspondance littéraire, a été remise aux archives départementales du Rhône.

## Œuvres

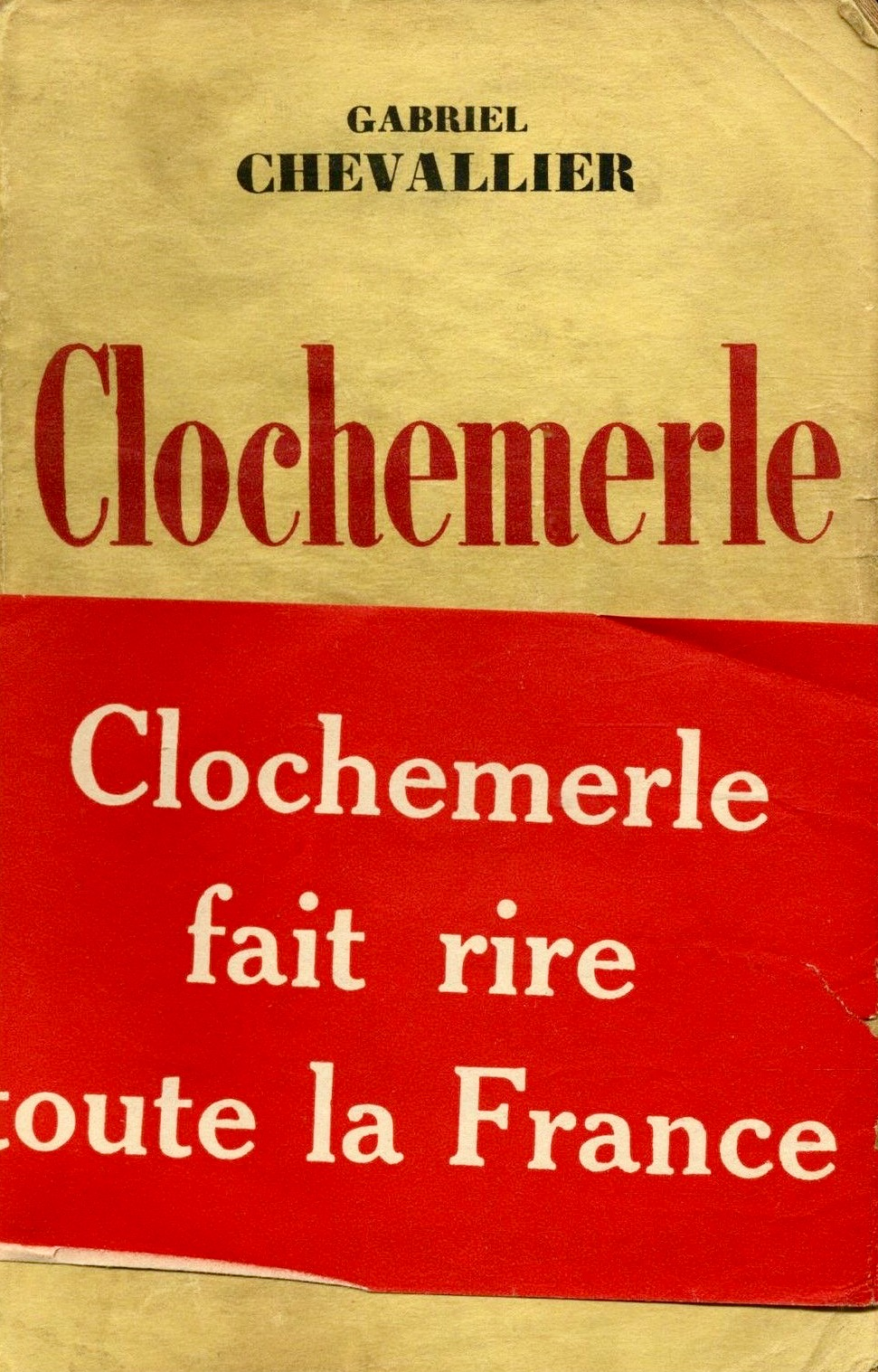

- 1929 : Durand, voyageur de commerce ;
- 1930 : La Peur[12] ;
- 1933 : Clarisse Vernon (sélectionné Prix Goncourt) ;

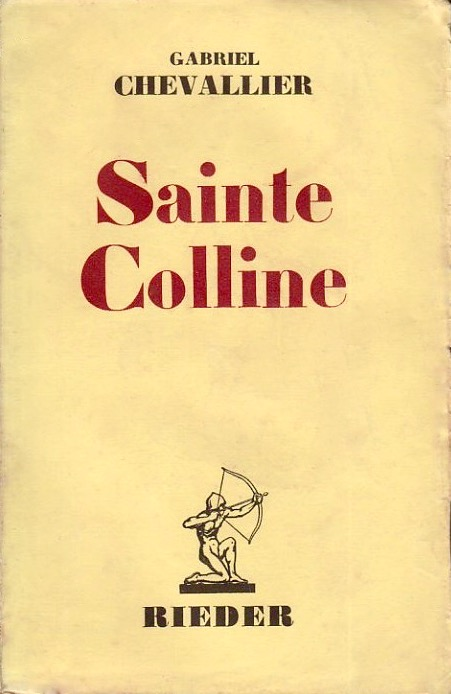

- 1934 : Clochemerle (Prix Courteline) Une autre édition belge illustrée par Jean Dratz (s.d.) ;
- 1936 : Clochemerle, illustrations de Lucien Boucher, Éditions Rieder, Paris ;

- 1936 : Propre à rien ;

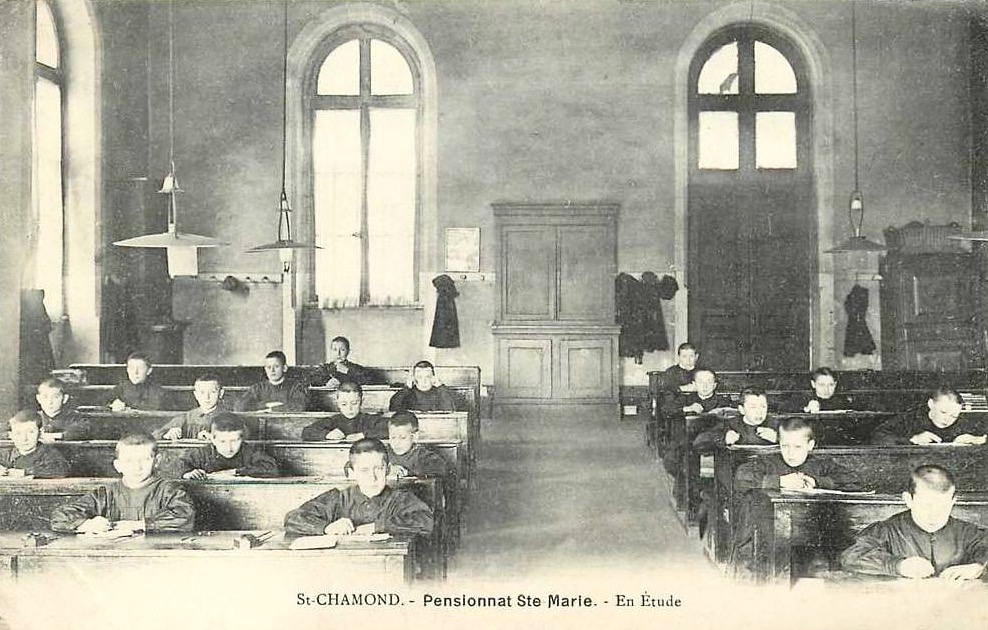
Pensionnat du collège Sainte-Marie à Saint-Chamond.

- 1936 : Rire / Revue Mieux Vivre no 3 - Mars 1936 éditée par Formule Jacquemaire no 60 , J. Bonthoux pharmacien, Rhône ;
- 1937 : Sainte-Colline, roman inspiré de l'année 1912, passée au collège Sainte-Marie de Saint-Chamond ;
- 1940 : Ma petite amie, Pomme auto édité pendant la guerre aux Éditions Clochemerle ;
- 1945 : Les Héritiers Euffe (dont une édition est illustrée par Jacques Touchet) ;
- 1945 : Le Guerrier désœuvré - extraits de ses carnets de 1939 - 1940, tirage limité avec illustrations de l'auteur ; Un chapitre de L'Envers de Clochemerle reprend ces textes ;
- 1945 : Chemins de solitude - Premier tome de ses « souvenirs apaisés » ;
- 1948 : Mascarade - nouvelles (réédition 2010)[13] ;
- 1951 : Le Petit général ;
- 1953 : Le Ravageur ;
- 1954 : Clochemerle-Babylone ;
- 1956 : Carrefours des hasards - Deuxième tome de ses « souvenirs apaisés » ;
- 1958 : Lyon 2000 ;
- 1959 : Olympe ou les Premières Amours ;
- 1960 : Les filles sont libres ;
- 1961 : Miss Taxi ;
- 1963 : Clochemerle-les-Bains ;
- 1966 : L'Envers de Clochemerle - « Propos d'un homme libre » ;
- 1968 : Brumerives.

La première édition de Brumerives (Flammarion n° 6166, 1968) mentionne trois livres « en préparation » : Méli-mélo (Mélanges), L'Héroïque Suzy (Roman), Un assassin vous parle (roman) ; aucun de ces livres ne sera cependant publié, Gabriel Chevallier décédant quelques mois plus tard.